# NGC 6848
NGC 6848 ist eine Spiralgalaxie vom Hubble-Typ Sa im Sternbild Teleskop am Südsternhimmel. Sie ist schätzungsweise 194 Millionen Lichtjahre von der Milchstraße entfernt.
Das Objekt wurde am 9. Juli 1834 von John Herschel entdeckt.